# 大同工人体育场
大同工人体育场位于中华人民共和国山西省大同市魏都大道南段（原新建南路3号），紧邻大同市体育馆和儿童公园。1958年开始筹建，1960年建成，1964年投入使用。体育场拥有400米标准田径跑道和标准足球场地 ，曾经承办过中国足球乙级联赛、第七届山西省运动会的部分比赛。
1998年9月26日下午在大同工人体育场举办的一场演唱会上，由于主办方违约，观众怒砸舞台，引起媒体广泛报道。
2007年，大同市政府曾计划投入3000万元人民币对大同工人体育场和邻近的大同市体育馆进行整修改造，并新建1.86万平方米的体育休闲广场。然而此事再无下文。